# Yoel Finol
Yoel Segundo Finol Rivas (Mérida, 21 de setembro de 1996) é um pugilista venezuelano, medalhista olímpico. 

## Carreira
Finol competiu nos Jogos Olímpicos Rio 2016, na qual conquistou originalmente a medalha de bronze no peso mosca. No entanto com a desclassificação do russo Mikhail Aloyan por doping, foi elevado a medalhista de prata.